# Satakentia liukiuensis
Satakentia es un género con una única especie de planta  perteneciente a la familia  de las palmeras (Arecaceae): Satakentia liukiuensis.
Es nativo de la Islas Ryukyu, un archipiélago de Japón entre la isla de Kyushu y el norte de Taiwán.

## Taxonomía
Satakentia liukiuensis fue descrita por (Hatusima) H.E.Moore y publicado en Principes 13: 5. 1969.
Etimología
Satakentia: nombre genérico que  fue nombrado en honor de Toshihiko Satake (1910-1998), industrial japonés, mediante la combinación de su nombre con el nombre genérico de Kentia, nombrado por William Kent (1779 -1827), curador en el Jardín Botánico de Buitenzorg, Java (ahora Kebun Raya Bogor).
liukiuensis: epíteto
Sinonimia
- Gulubia liukiuensis Hatus. (1964).[3]